# Bazylika Matki Bożej Ołtarza Niebiańskiego
Bazylika Matki Bożej Ołtarza Niebiańskiego (łac. Basilica Sanctae Mariae de Ara coeli al Campidoglio, wł. Basilica di Santa Maria in Ara coeli) – zabytkowa bazylika na rzymskim Kapitolu. Kościół tytularny.
Świątynia ta jest kościołem rektoralnym parafii San Marco Evangelista al Campidoglio oraz kościołem tytularnym, mającym również rangę bazyliki mniejszej.

## Lokalizacja
Kościół znajduje się w X Rione Rzymu – Campitelli przy Scala dell'Arce Capitolina 12.

## Historia
Zbudowany został w XIII wieku, najprawdopodobniej na miejscu starożytnej świątyni Junony. Do dziś poświęcony jest senatowi i ludowi rzymskiemu (Senatus Populusque Romanus).
Kościół został zbudowany przez franciszkanów w XIII wieku prawdopodobnie wg projektu Arnolfo di Cambio. Został konsekrowany w 1268 roku, jednak nadal trwały prace nad jego ukończeniem. Zakonnicy zachęcali darczyńców do budowania kaplic bocznych, co zaowocowało ich sporą liczbą.
W roku 1348 z inicjatywy Coli di Rienzi dobudowano schody jako wotum dziękczynne dla Matki Bożej za powstrzymanie epidemii dżumy. Schody zaprojektował Lorenzo di Simone di Andreozzo.
Przebudowa kościoła miała miejsce w latach 1467–1472. W latach 1534–1549 dodano zakrystię i obecnie istniejącą dzwonnicę. Z kolei w 1564 roku wyburzono absydę zdobioną malowidłami Pietro Cavalliniego, usunięto schola cantorum oraz przebito nowe wejście boczne. Z kolei w 1689 roku podczas renowacji zaślepiono niektóre okna oraz zmieniono dekorację nawy głównej.
W 1412 roku w gzymsie świątyni zainstalowano zegar, który następnie w 1728 roku został przesunięty na środek fasady, a w 1806 został usunięty.

## Architektura i sztuka
Schody prowadzące do bazyliki składają się ze 124 marmurowych stopni, płyty do których pochodzą z różnych starożytnych budynków.
22 kolumny, pochodzące z różnych antycznych budowli, dzielą wnętrze na trzy nawy. Wspaniały barokowy ołtarz główny zawiera obraz Matki Bożej. Strop ozdobiony jest freskiem upamiętniającym bitwę pod Lepanto, zamówionym przez papieża Grzegorza XIII. Posadzka została wykonana przez Cosmatich.
W pierwszej kaplicy po prawej stronie znajdują się freski Pinturicchia przedstawiające sceny z życia świętego Bernardyna ze Sieny. Wewnątrz znajdują się między innymi posągi kardynała Lodovico d’Albret, grobowiec autorstwa Donatella oraz rzeźba kardynała Matteo d’Acquasparta.
Świątynia znana jest jednak przede wszystkim z Santo Bambino – piętnastowiecznej figurki Dzieciątka Jezus. Według tradycji, była ona wyrzeźbiona z drzewa oliwnego, pochodzącego z Ogrójca. Aktualnie w kościele wystawiona jest kopia, oryginał został skradziony w 1994 roku.

## Kardynałowie prezbiterzy
Bazylika Matki Bożej Ołtarza Niebiańskiego jest jednym z kościołów tytularnych nadawanych kardynałom-prezbiterom (Titulus Sanctae Mariae de Aracoeli). Tytuł ten został ustanowiony 10 lipca 1517 roku przez papieża Leona X.
- Cristoforo Numai OFM (1517-1528)
  - Francisco Mendoza de Bobadilla (1545)
- Giovanni Michele Saraceni (1551-1557)
- Clemente d’Olera OFM (1557-1568)
- Alessandro Crivelli (1570-1574)
- Alessandro Riario (1578-1585)
- Giovanni Battista Castrucci (1586-1592)
- Francesco Maria Bourbon del Monte (1592-1611)
- Agostino Galamina OP (1611-1639)
- Ascanio Filomarino (1642-1666)
- Carlo Roberti (1667-1673)
- Giacomo Franzoni (1673-1685)
- Giacomo de Angelis (1686-1695)
- Giovanni Francesco Negroni (1696-1713)
- Giovanni Battista Bussi (1713-1726)
- Lorenzo Cozza (1727-1729)
- Alamanno Salviati (1730-1733)
- Marcello Passari (1733-1741)
- Carlo Leopoldo Calcagnini (1743-1746)
- Carlo Rezzonico (1747-1755)
- Luigi Mattei (1756-1758)
- Jan Teodor Wittelsbach (1759-1761)
- Baldassare Cenci (1762-1763)
- Niccolò Oddi (1766-1767)
- Vitaliano Borromeo (1768-1783)
- Innocenzo Conti (1783-1785)
- Alessandro Mattei (1786-1800)
- Francesco Maria Locatelli (1803-1811)
- Giovanni Battista Quarantotti (1816-1820)
- Fabrizio Turriozzi (1823-1826)
- Giacomo Filippo Fransoni (1828-1855)
- Francesco Gaude OP (1855-1857)
- Giuseppe Milesi Pironi Ferretti (1858-1870)
- Maximilian Joseph von Tarnóczy (1874-1876)
- Mieczysław Halka Ledóchowski (1876-1896)
- Francesco Satolli (1896-1903)
- Beniamino Cavicchioni (1903-1911)
- Diomede Falconio OFM (1911-1914)
- Basilio Pompilj (1914–1917)
- Filippo Camassei (1919–1921)
- Juan Benlloch y Vivó (1921-1926)
- Joseph-Ernest van Roey (1927-1961)
- Juan Landázuri Ricketts OFM (1962-1997)
- Salvatore De Giorgi (1998-nadal)